# Боемунд I Антиохийски
Боемунд I (1058 – 1111 г.), (или Боемон, Bohemond I, изписван и като Bohemund, Boamund) е нормански благородник, принц на Таранто и княз на Антиохийското княжество.
Син е на норманския херцог на Апулия и Калабрия Робер Гискар. Боемунд е сред предводителите на Първия кръстоносен поход, завършил със завладяването на Йерусалим и създаването на християнските княжества в Близкия изток.

## Ранни години
Боемунд е първи и единствен син на Робер и Алберада Буоналберго. Роден е в Калабрия (Сан Марко Арджентано) и е кръстен Марк, но е наричан от баща си Боемунд. Семейството Гискар е част от клана Отвили, един от двата най-силни сред норманите в Италия.
Според цитираните източници още през 1079 г. двадесетгодишния Боемунд е командир в италонорманската армия.

### Войни с Византия
Поканени от папата и хвърлени срещу сарацините Аглабиди в средата на 11 век, норманските войски се установяват в Сицилия и Апулия и оформят феодални владения. Териториите са от интерес и от страна на предишните им византийски господари, което е повод за военен конфликт. Първият удар е нанесен от намиращите се в настъпление нормани. След като покоряват (но не завладяват) и Беневенто се твърди, че с това прекъсват завинаги лангобардското владичество в Южна Италия.
Великата схизма от 1054 г. посочва следващия им враг – Византия. Осигурили си и подкрепата на папата, който се чувства застрашен от тях, рицарите на Гискар преминават Адриатика и опустошават съвременното албанско крайбрежие. В околностите на Драч, под ръководството на Боемунд започва норманската кампания срещу балканските владения на Византия (1080 – 1085 г.). Нападателите жънат победи и достигат до Охрид, Тесалия (Солун е обсаден, победен и ограбен) и дори Лариса.
Успехите на Боемунд, подпомаган и от местното разбунтувало се славянско население, сериозно застрашават короната на Алексий I Комнин. Последният включва всички дипломатически усилия – съюз с Венеция и Свещената римска империя, подкупва капитани от норманската войска, наема бойци-селджуци. Въпреки това само смъртта на Робер Гискар спасява династията на Комнините от гнева на жителите на Константинопол.

### Апулия – династична криза
Касае се за юридически конфликт, прераснал във военно противопоставяне на двамата полубратя Боемунд и Роджер Салернски, синове на Робер Гискар, съответно от Алберада и Сикелгета Салернска. Смъртта на херцога на Апулия осигурява двамата му сина съответно с адриатическите територии (Боемунд) и с италианските – Роджер.
Кончината на Робер Гискар сварва Боемунд в Салерно и съответно в по-добра позиция в борбата за пълното наследство на херцогството. Подкрепен от Капуанското княжество Боемунд извоюва правото на съуправление с по-малкия си брат, но през 1087 г. конфликтът е възобновен. Боемунд сразява войските на Роджер и Сикелгета при Фрагнето и с посредничеството на папа Урбан II е провъзгласен за Принц на Таранто и наследник на норманското княжество.

### Първи кръстоносен поход
Политическите ангажименти на Боемунд към Урбан II едва започват. Норманите идват в Италия първо като поклонници, след това като военни наемници, а по-късно и като феодални господари именно по заслуга на папската институция. Превърнали се от заплаха за Папската държава в нейно оръжие, норманите са едни от първите барони, откликнали на призива на Клермонския събор от 28 ноември 1095 г.
След молбата на Алексей Комнин от Пиаченца идва логичната развръзка и в Клермон е обявен кръстоносен поход. Боемунд се присъединява към първите кръстоносни отряди, пресекли Италия на път към Константинопол. Според средновековния хронист норманският благородник се включва не от религиозен плам, а само с желание за нови владения, дори на византийска територия.
Това мнение се поддържа и от Жан Ришар в посочената негова студия. Авторът дори твърди, че Боемунд е толкова запленен от идеята за военна експедиция във и през Византия, че зарязва обсадата на местните си врагове в разбунтувалия се Амалфи. И това изглежда логично – през 11 век, когато още няма изградена представа за държави на национален принцип рицарите странстват за да добият собствени феодални владения или да положат васална клетва пред по-богат господар. Поради това и норманите са склонни дори да изоставят консолидацията на Южна Италия под тяхна власт в името на още по-висок залог – обетованите за поклонниците земи около Божи гроб. Ришар допуска и втори мотив за Боемунд, обясняващ дори по-ранната военна кампания на норманите – желанието за васалитет или дори служба в армията на Източния римски император.
Според Ришар, ползващ като източник и Алексиада, Боемунд бърза към Константинопол, за да се предложи за Велик доместик на Ориента, а с това и за фактически ръководител на похода от името на възложителя му – Алексий. Така Боемунд застава на древния римски път Via Egnatia, отвеждащ го през Балканите по стария завоевателен маршрут от 1082 – 1085 г. Преходът отнема четири месеца, но този път норманския принц достига до Константинопол. Това става в седмицата между 4 и 11 април 1097 г., Рождество, когато по подобие на другите принцове и барони Боемунд се среща с византийския император. При посещението на Боемунд в Константинопол през 1097 г. той е наблюдаван и описан по-късно в Αλεξιάδα от Анна Комнина. Принцесата вижда чуждоземния принц като див, но притегателен варварин и схизматик. Тя не се плаши от жестоката му репутация сред гърците, дори според класическите римски нрави чувствено описва телесните му качества и волята на характера му. Тя говори за него като за човек с много по-нисък статут от този на баща ѝ, императора, но убеждаващ всички, че се среща с някой поне равен по достойнство
След византийските „кръстоносни походи“ на Никифор Фока и Йоан Цимисхий от 10 век Византия владее отново цяла Мала Азия и бившата римска провинция Сирия Прима. След битката при Манцикерт Константинопол губи тези територии от Селджукските династии. Нестабилното управление на Комнините, в това число и войните със Сицилия водят Алексий Комнин до събора в Пиаченца, където той отново моли за финансова и военна подкрепа срещу селджукските турци, проникнали вече до Никея. Формален повод за узрелите за завоевания кръстоносци, това води бароните и Боемунд пред василевса. Тържествено е обявен християнски съюз между двете сили и е положена клетва за вярност. Кръстоносците обещават всички територии, принадлежали някога на василевса да му бъдат върнати срещу неговата подкрепа за постигането на крайната цел на похода – Йерусалим.
Според хронистите развоят на събитията изненадва византийския имперски двор. Алексий не е готов да отвори вратите на столицата си дори за преминаване на „схизматичното“ множество. И с право се бои – на Боемунд (както и на Годфроа дьо Буйон) историците приписват нескрито желание да обърне похода срещу самия му ромейски възложител и неговата столица. В крайна сметка кръстоносците лагеруват близо до Константинопол и преминават Босфора южно от града. След кратко прегрупиране и снабдяване за кампанията (Алексий се задължава да екипира няколкостотин рицари от кръстоносната армия) християнските сили потеглят по тежък маршрут, осигуряващ обаче оптимална позиция за атака на Антиохия.
Военният гений на Боемунд се проявява в обсадата на Антиохия. Кръстоносният поход достига града, управляван от Яги Сиян и го обсажда. Боемунд умело преодолява както съпротивата на турските гарнизони, така и вътрешната на бароните, пристигнали тук за нови владения. Това постига със серия от умели и не без гордост описвани от Гийом от Тир като лукави ходове.
Норманският принц се отрича от клетвата си за вярност спрямо Алексий Комнин, тъй като последният не съумява или отказва да окаже адекватна военна помощ на кръстоносците. Боемунд обещава на бароните, че сам ще завладее Антиохия. Целта му е да преодолее домогванията на всички други и да получи Антиохия като собствено ленно владение. Получава принципната подкрепа на кръстоносните барони и изключва от сметките Алексий. Успява да се отърве и от талантливия византийски военачалник Татикий, разкривайки му лъжлив заговор между другите барони, уж целящ убийството на византийския военачалник.
Татикий му вярва и напуска обсадата, оставяйки командването над византийския корпус туркопули на норманския благородник. Боемунд осъществява контакт и с обсадените – по-конкретно с арменеца на турска служба Фируз. Последният е разочарован от господарите си (Грусе твърди, че съблазнили съпругата му) и обещава на Боемунд да предаде поверената му за охрана кула (наричана „Двете сестри“). Съобщава се и за много съмнителни субекти, може би шпиони в лагера на обсаждащите, а и за сериозно нарушение на дисциплината на кръстоносците. Боемунд прогонва проститутките от лагера, налага сурови наказания и порицание на прегрешилите, а с шпионите се справя по начин, станал легендарен в Ориента. Хронистите твърдят, че Боемунд наредил да заловят няколко непознати и съмнителни лица от местните в лагера, да ги обезглавят и да се разпространи слуха, че „шпионите ще бъдат опечени и раздадени за вечеря на кръстоносните бойци“. Паниката веднага обзема оцелелите мюсюлмани щом виждат обезглавените трупове да се полагат в огъня и натрапниците до един бягат от лагера. Тази история е повтаряна столетия след това в Ориента като Легендата за Тафурите – християнски „бандити-канибали“ и техния „главатар-крал“ Боемунд.
Находчивостта на Боемунд в тези ситуации дълго се помни и деморализира мюсюлманските бойци. А когато той разбира за напредващата към Антиохия армия на персийските и дамаските селджуци разбира, че е време за действие. Боемунд отново се свързва с Фируз, но първо припомня обещанието на останалите барони – Антиохия е за Боемунд, ако той я победи и василевсът сам не я поиска. На 25 юни 1098 г. кръстоносната армия извършва демонстративна заблуждаваща маневра – тръгва на юг, уж за да се сблъска със селджуците на Карбука, а вместо това през нощта се връща и влиза през предадената кула. В преследването на мюсюлманите по градските улици загиват и десетки християни - арменци и сирийци, защото нападателите не успяват да ги различат. Атаката се води лично от Боемунд, който не пропуска да си присвои всички поклоннически и военни заслуги за победата и скоро владее почти целия град – без квартала и северната порта на града, които граф Раймон дьо Сен Жил (Раймон Тулузки) отказва да отстъпи.
Радостта от победата е кратка. От обсаждащи кръстоносците скоро се превръщат в обсадени от обединената войска на персийския селджук Карбука. Храна в града липсва, а хватката на турците е смъртоносна. Кръстоносците са деморализирани, докато едно много спорно от историческа и теологическа гледна точка събитие не им припомня първоначалния ентусиазъм. Провансалският поклонник Пиер Бертелеми споделя за видение – Свети Андрей му прошепва, че Копието на Иисус се намира заровено под паважа на църквата Свети Петър в града. Никой не обръща внимание на екзалтирания пилигрим, докато думите му не достигат до Боемунд. Интересно е, че там наистина лежи и е изровено старо острие на копие... Това събитие налива сили в ръцете на кръстоносците. В самоотвержена атака срещу силите на Карбука – според Грусе разпокъсани от конфликти между емирите - Боемунд, Робер Фландърски и другите рицари пробиват обсадата, а арменците от околностите довършват отстъпващите в безпорядък селджуки.
През следващите девет месеца походът е в застой – кръстоносците отдъхват в Антиохия, а Боемунд консолидира властта си. Неговите отряди налагат властта си над околните селища, а той подновява контактите с арабите-Фатимиди, които не са така агресивни като турците. Йерусалим трябва да чака. Боемунд Антиохийски запазва ромеите в градската управа, включително и византийския епископ на града и зачаква действията на василевса. Новината за битката пред стените на Антиохия обаче достига изопачена до Константинопол и Алексий решава, че кампанията е пропаднала и пропуска момента да предяви претенциите си за клетвено обещаните градове в Северна Сирия. Боемунд поема риск като се бави, но осигурява сигурност за династията си – Антиохия вече не е византийска (макар че през 1108 г. е принуден с договора от Девол да се признае за византийски васал).
Едва през януари 1099 г., когато Раймон Тулузки повежда кръстоносната армия на юг към Йерусалим, Боемунд получава пълен контрол над града – провъзгласено е Антиохийското княжество. Към края на същата година Боемунд пристига във вече завладения от долнолотарингския херцог Годфроа дьо Буйон свещен град Йерусалим и съдейства за избора на друг лотарингец – Дагоберт Пизански за патриарх на Йерусалим. Този ход се оценява като подкупващ реверанс към дьо Буйон – Боемунд се надява да постави и Йерусалим под своя зависимост.

## Нови войни за Антиохийското княжество
Предизвикателството пред завладелия Антиохия Боемунд расте – да укрепи и опази властта си. Това е изключително трудно – далеч от родина и подкрепления, сред агресивни съседи с аспирации към византийското наследство, а и до самата Византия. Така през 1100 г. той се отправя на поход през Киликийските порти само с 300 рицари и незначителна пехотна войска за да подпомогне арменците от Мелитена срещу Данишмендите от Северен Анадол. Боемунд възнамерява да разпространи влиянието и властта на княжеството си, но не преценява добре силите си и е обграден и победен в Битката при Мелитена. Самият той е пленен, окован във вериги и заключен в Неокесария. Гние в затвора на Данишмендите 3 години, а през това време за регент на Антиохия е избран племенникът му Танкред Галилейски.
През 1103 г. за Боемунд е платен значителен откуп и той се връща триумфално в княжеството си. Последват серия кампании с участието и на Танкред Галилейски, завършили с експанзия за сметка на Византия в Киликия и на изток в земите на Ридван, малика на Алепо. Успехите на Боемунд спират след разгрома при Харан. Много скоро Византия се нахвърля върху княжеството и завладява отново Киликия (Адана и дори пристанището Лаодикия на 40 км от Антиохия). Боемунд е принуден да отпътува бързо за Европа, за да търси финансова и военна подкрепа, оставяйки отново Танкред като свой наместник.
Дипломатическата мисия на Боемунд жъне голям успех – той е посрещнат в Римската курия и европейските кралски дворове като свят герой, който щедро раздава реликви и разказва за Светите земи. Това увлича след него десетки рицари, а се стига дотам, че английския крал Хенри I попречва на Боемунд да пристигне в Британия от страх да не загуби много от собствените си поддръжници в този нов кръстоносен поход. Ордерик Виталис нарича този нов „набор“ „Трети християнски опит за обета към Божия гроб“, а с подкрепата на папските теолози Боемунд го класифицира като Itter Ierusalimitanum
Славата и успехът на Боемунд са толкова големи, че той дори получава висше кралско благоволение – ръката на Констанс Френска, дъщеря на крал Филип I  В писмо до папата, запазено и цитирано от Гийом от Тир Боемунд описва големите си успехи и нарича себе си „Слуга на християнската армия“. В същото писмо обаче той изтъква, че Византия, а не само селджуките е пречка за християнските поклонници и твърди, че трябва да се отдели както теологически, така и военен ресурс срещу василевса-схизматик и узурпатор.
Ентусиазиран, подкрепен от папа Паскал и кардиналите и начело на над 34 000 бойци Боемунд потегля срещу отколешния си враг – василевса. Комнините си осигуряват съюз с Венеция, която прекъсва адриатическите пътища и франкската армия е неутрализирана, докато обсажда Драч. Боемунд е принуден да подпише договора от Девол, според който той признава Алексий I Комнин за свой и на Антиохия васален господар. Като утеха получава титлата севаст, но отстъпва върховенството над завладяното с толкова усилия княжество и предава папските политически намерения – признава гръцкия патриарх на Антиохия, след като е възнамерявал да го замени с римокатолически епископ.

### Смърт
Според хронистите Боемунд не пътува обратно за Антиохия след краха на новата си балканска кампания. Рухнал и деморализиран, норманският принц умира през 1111 г. в Бари и е погребан в гробница до катедралата в Каноза ди Пуля.